# Mokopa
Mokopa – prototypowy przeciwpancerny pocisk kierowany zaprojektowany w firmie Denel. Obecnie znajduje się w końcowej fazie rozwoju i jest integrowany systemem uzbrojenia śmigłowca szturmowego Rooivalk.